# Заплава, Мария Григорьевна
Мария Григорьевна Заплава (укр.  Марія Григорівна Заплава; 19 января 1927, Великие Сорочинцы — 17 июня 2011 года, Великие Сорочинцы) — колхозница, свинарка колхоза имени Гоголя Миргородского района Полтавской области, Украинская ССР. Герой Социалистического Труда (1966).

## Биография
Родилась 19 января 1927 года в крестьянской семье в селе Великие Сорочинцы.
В 1941 году окончила семилетнюю школу в родном селе. Во время оккупации Полтавской области работала на общественном дворе в селе Малый Байрак Миргородского района. После освобождения Полтавской области в 1943 году трудилась разнорабочей в колхозе «Красный Путь» Миргородского района.
С 1949 года работала свинаркой колхоза имени Гоголя Миргородского района. С начала 1961 года ежегодно выращивала в среднем по 20-23 поросёнка от каждой свиноматки. В 1966 году удостоена звания Героя Социалистического Труда «за достигнутые успехи в развитии животноводства, увеличении производства и заготовок мяса, молока, яиц, шерсти и другой продукции».
Проработала в колхозе имени Гоголя до выхода на пенсию. Проживала в родном селе, где скончалась в 2011 году.

## Награды
- Герой Социалистического Труда — указом Президиума Верховного Совета СССР от 22 марта 1966 года
- Орден Ленина